# Ignacy Hudyma
Ignacy Hudyma (ur. 1 lutego 1882 w Dytkowcach, zm. w 1941 lub w 1944 tamże) – prawosławny duchowny i działacz moskalofilski.

## Młodość i wczesna działalność
Urodził się w rodzinie greckokatolickiego psalmisty. Kształcił się w K. K. Gimnazjum im. Rudolfa w Brodach z językiem niemieckim wykładowym, gdzie w 1904 zdał maturę. Wstąpił do greckokatolickiego seminarium duchownego we Lwowie, z którego został relegowany po II roku nauki. Przyczyną tej decyzji było zauważenie Hudymy na dworcu kolejowym w grupie pielgrzymów udających się do prawosławnej Ławry Poczajowskiej. Hudyma identyfikował się już wtedy z ideami moskalofilskimi, które poznał w Towarzystwie im. Mychajła Kaczkowśkiego.
Usunięty z seminarium greckokatolickiego, Ignacy Hudyma udał się do Rosji, podobnie jak wielu innych znajdujących się w podobnej sytuacji młodych galicyjskich rusofilów. W Kijowie dokonał konwersji na prawosławie, po czym podjął naukę w szkole przy monasterze św. Onufrego w Jabłecznej. Poznał tam rosyjski śpiew cerkiewny, używany w Rosyjskim Kościele Prawosławnym ryt liturgiczny oraz podstawy teologii prawosławnej. Po ślubie z wychowanką klasztornego sierocińca, Aleksandrą Leszczinską, został wyświęcony na diakona, a następnie na kapłana, przez arcybiskupa wołyńskiego i żytomierskiego Antoniego, jednego z organizatorów kampanii propagandy proprawosławnej i prorosyjskiej w Galicji.

## Działalność duszpasterska
W 1911, już jako kapłan, Ignacy Hudyma wrócił do Galicji. Arcybiskup Antoni nakazał mu podjęcie agitacji na rzecz prawosławia w powiecie brodzkim. Miejscowi moskalofile przekonali jednak młodego duchownego, że jego mieszkańcy nie są jeszcze przekonani do porzucenia katolicyzmu obrządku bizantyjskiego. Jako placówkę, w której działalność kapłana mogła być efektywniejsza, wskazali Załucze – wieś, która już w 1904, na tle zatargu z miejscowym duchowieństwem, ogłosiła przejście na prawosławie.
Ks. Hudyma przybył do Załucza i podjął w nim pracę duszpasterską bez wymaganego zezwolenia metropolity bukowińskiego. Wieś stała się jednym z trzech głównych ośrodków agitacji moskalofilskiej w Galicji

## „Proces Bendasiuka i towarzyszy”

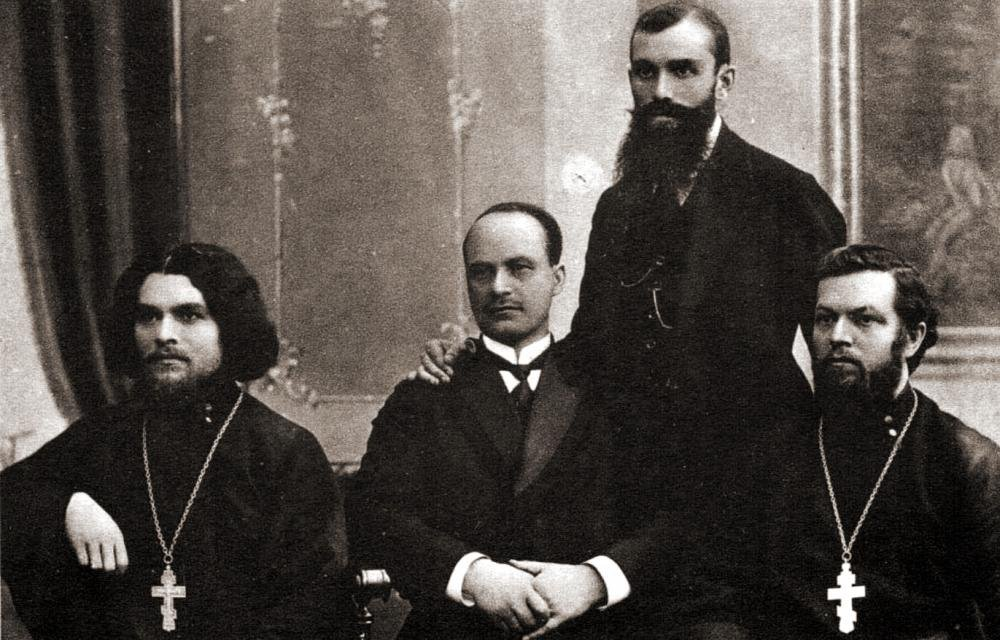
Ignacy Hudyma (pierwszy z prawej) z pozostałymi oskarżonymi w „procesie Bendasiuka i towarzyszy”

28 marca 1912 został w swoim domu aresztowany razem z innym kapłanem prawosławnym, Maksymem Sandowyczem. Duchownym początkowo zarzucono mierzenie długości mostu na Czeremoszu. Następnie przewieziono ich do aresztu śledczego we Lwowie i postawiono im zarzut szpiegostwa na rzecz Rosji. Podobne zarzuty postawiono organizatorowi moskalofilskich burs, dziennikarzowi Semenowi Bendasiukowi i twórcy sieci rusofilskich czytelni Wasylowi Kołdrze. Zdaniem Włodzimierza Osadczego ich proces miał zniechęcić obywateli austriackich do sympatii prorosyjskich. Podobną opinię wyraziła Bernadetta Wójtowicz-Huber.
„Proces Bendasiuka i towarzyszy”, jak określano go w prasie galicyjskiej, był obszernie relacjonowany na łamach prasy – sprawozdania z niego zamieszczały wszystkie gazety lwowskie, swoich korespondentów do Lwowa skierował również szereg pism zagranicznych (francuskich, niemieckich, włoskich). Największym zainteresowaniem sprawa cieszyła się w Rosji. Proces na miejscu obserwowali przedstawiciele czterech najważniejszych frakcji rosyjskiej Dumy Państwowej. Wbrew założeniom władz austriackich, które zamierzały uniemożliwić dalszą działalność moskalofilów w obliczu wojny z Rosją, proces nie tylko nie okazał się ostatecznym ciosem dla tego ruchu, ale przyczynił się do rozpropagowania jego idei. Obrońcy oskarżonych – L. Aleksiewicz, K. Czerlunczakiewicz, W. Dudykiewycz i M. Hłuszkewycz – sami zaliczali się do moskalofilów i wykorzystywali mównicę sądu do nagłaśniania idei proprawosławnych i prorosyjskich. Ponadto rosyjski skarb państwa przeznaczył 30 tys. rubli na prowadzenie kampanii propagandowej towarzyszącej procesowi. „Męczeństwo prawosławnych w Galicji” było nagłaśniane także przez arcybiskupa wołyńskiego Antoniego, który w swojej eparchii wydał na ten temat specjalny okólnik i nakazał po każdej Świętej Liturgii odprawiać dodatkowe nabożeństwo w intencji aresztowanych moskalofilów. Sam pisemnie skontaktował się ze lwowskim sądem, proponując złożenie zeznań w charakterze świadka. We Lwowie doszło do manifestacji w obronie oskarżonych, w których wzięło udział ok. 80 duchownych greckokatolickich.
Przesłuchania oskarżonych i świadków pozwoliły udowodnić powiązania ruchu prawosławnego w Galicji z Rosją (w tym z Ochraną), jednak zgromadzone dowody nie wystarczyły, by potwierdzić zawarty w akcie oskarżenia zarzut zdrady stanu i szpiegostwa. W związku z tym 6 czerwca 1914 w odniesieniu do wszystkich podsądnych zapadł wyrok uniewinniający wydany przez ławę przysięgłych złożoną z Polaków. Wyrok ten z niezadowoleniem przyjęły wiedeńskie koła rządowe, które zarzuciły Polakom dopuszczenie do procesu (w charakterze adwokatów) znanych moskalofilów.

## Dalsze losy
Ignacy Hudyma planował wyjazd do Rosji, nie zdążył jednak odebrać paszportu ze starostwa w Brodach przed wybuchem wojny austriacko-rosyjskiej. Po jej ogłoszeniu, na fali nowych represji wymierzonych w moskalofilów, został osadzony w obozie internowania w Talerhofie i na skutek złego traktowania zachorował psychicznie. W Talerhofie został uwięziony także jego 70-letni ojciec, który w następstwie osadzenia w obozie zmarł.
Dzięki pomocy przyjaciela duchowny wrócił do rodzinnych Dytkowców, gdzie zamieszkał w na pół zniszczonej chłopskiej chacie i żył sam, uważany za miejscowego jurodiwego. Zginął rozstrzelany w czasie hitlerowskiej okupacji ziem galicyjskich. Został pochowany w Dytkowcach.